# مریم مقدس کوه کرمل

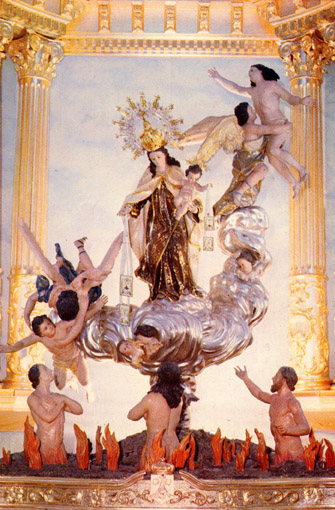
مریم مقدس کوه کرمل در برزخ. هجدهم، بنیاجان (اسپانیا)

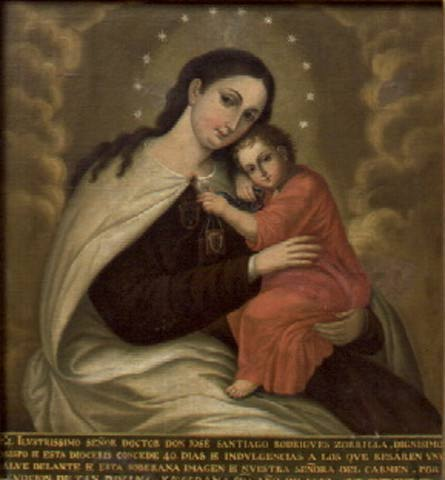
نقاشی بانوی ما از کوه کرمل

مریم مقدس کوه کَرمِل یا باکرهٔ کرمل، عنوانی است که به مریم مقدس در نقش او به عنوان حامی طریقت کرملی، به ویژه در کلیسای کاتولیک، داده شده‌است. اولین کرملی‌ها عزلت‌نشینان مسیحی بودند که در اواخر قرن دوازدهم و اوایل تا اواسط قرن سیزدهم در کوه کرمل در سرزمین مقدس زندگی می‌کردند. کوه کرمل در سرزمین مقدس در کتاب مقدس به عنوان مکانی که الیاس با پیامبران بت بعل جنگید ذکر شده‌است.
جشن مریم مقدس کوه کارمل در ۱۶ ژوئیه است.

## پیشینه
در قرن دوازدهم، زاهدان از ایمان الیاس نبی الهام گرفتند و در کوه کرمل، تحت حمایت باکره مقدس ساکن شدند. آنها پایه و اساس دستورهای بعدی کرملی‌ها‌ و راهب‌های‌ کرملی را گذاشتند.
قدیس کرملی، سیمون استاک، اعلام کرد که به باور او در شب ۱۵ تا ۱۶ ژوئیه ۱۲۵۱ «تجلی» مریم مقدس را در کمبریج دیده و از او یک کتف‌آویز دریافت کرده‌است. در میان مسیحیان باور بر این است که مریم به همه کسانی که در طول اعصار کتف‌آویز او را می‌پوشند وعده نعمت‌های ویژه داده‌است. کلیسا به‌طور رسمی و مکرر این آیین مریمی را که در انگلستان سرچشمه گرفته بود تأیید کرده‌است، به طوری که پاپ‌ها امتیازات معنوی متعددی را به همه کسانی که شانه‌آویز بانوی ما کوه کرمل را می‌پوشند اعطا کرده‌اند.
در سال ۱۳۸۶، ۱۶ ژوئیه به یک تعطیلات مهم برای کرملی‌ها تبدیل شد. این روز یادبود از سال ۱۷۲۶ در تقویم مذهبی کلیسای کاتولیک روم قرار دارد.
بانوی کوه کرمل پشت‌وپناه دریانوردان پنداشته می‌شود. به گفته باورمندان، «او پناهگاه امنی است که باید در میان همه طوفان‌های زندگی به آن پناه ببریم.»